# Distretto di Bulilima
Il distretto di Bulilima è uno dei 7 distretti che compongono la Provincia del Matabeleland Meridionale, in Zimbabwe. Ha una popolazione di 85.600 abitanti e una superficie di 6.439 km². Ha come capoluogo Bulilima.

## Demografia
| Censimento (Anno) | Popolazione     |
| ----------------- | --------------- |
| 2002              | 94.320          |
| 2012              | 90.561 (-0,41%) |
| 2022              | 85.600 (-0,58%) |